# Ділан Макгован
Ділан Макгован (англ. Dylan McGowan, нар. 6 серпня 1991, Аделаїда, Австралія) — австралійський футболіст, захисник шотландського клубу «Кілмарнок». Брат іншого австралійського футболіста Раяна Макгована.

## Клубна кар'єра
Народився 6 серпня 1991 року в місті Аделаїда. Вихованець юнацьких команд футбольних клубів «Пара Гіллз» та «Гартс.
Першою дорослою командою став клуб «Гартс», з яким підписав контракт 2010 року. Того ж року його віддали в оренду спочатку в «Іст Файф», а потім в «Голд-Кост Юнайтед».
Після двох оренд, 2012 року повернувся до «Гартс». Цього разу відіграв за команду з Единбурга наступні два сезони своєї ігрової кар'єри. Більшість часу, проведеного у складі «Гарт оф Мідлотіан», був основним гравцем захисту команди.
Протягом 2014—2017 років захищав кольори команди клубу «Аделаїда Юнайтед».
До складу клубу «Пасуш ді Феррейра» приєднався 2017 року. У січні 2018 року його віддали в оренду до корейського «Ганвону».

## Виступи за збірні
Протягом 2008–2011 років залучався до складу молодіжної збірної Австралії. На молодіжному рівні зіграв у 28 офіційних матчах, забив 4 голи.
2017 року дебютував в офіційних матчах у складі національної збірної Австралії. 
У складі збірної був учасником розіграшу Кубка конфедерацій 2017 року у Росії.

## Статистика виступів

### Статистика клубних виступів
| Сезон                     | Команда                   | Чемпіонат                 | Чемпіонат | Чемпіонат | Національний кубок | Національний кубок | Національний кубок | Континентальні кубки | Континентальні кубки | Континентальні кубки | Інші змагання | Інші змагання | Інші змагання | Усього | Усього |
| Сезон                     | Команда                   | Ліга                      | Ігор      | Голів     | Ліга               | Ігор               | Голів              | Ліга                 | Ігор                 | Голів                | Ліга          | Ігор          | Голів         | Ігор   | Голів  |
| ------------------------- | ------------------------- | ------------------------- | --------- | --------- | ------------------ | ------------------ | ------------------ | -------------------- | -------------------- | -------------------- | ------------- | ------------- | ------------- | ------ | ------ |
| 2010–11                   | «Іст Файф»                | 1Д                        | 23        | 1         | КШ+КЛ              | 2+0                | 0                  | -                    | -                    | -                    | -             | -             | -             | 25     | 1      |
| 2011–12                   | «Голд-Кост Юнайтед»       | А                         | 18        | 0         | -                  | -                  | -                  | -                    | -                    | -                    | -             | -             | -             | 18     | 0      |
| 2012–13                   | «Гартс»                   | ПЛ                        | 19        | 0         | КШ+КЛ              | 0+3                | 0                  | ЛЄ                   | 0                    | 0                    | -             | -             | -             | 22     | 0      |
| 2013–14                   | «Гартс»                   | ПЛ                        | 37        | 0         | КШ+КЛ              | 1+4                | 0                  | -                    | -                    | -                    | -             | -             | -             | 42     | 0      |
| Усього «Гартс»            | Усього «Гартс»            | Усього «Гартс»            | 56        | 0         |                    | 8                  | 0                  |                      | 0                    | 0                    |               | -             | -             | 64     | 0      |
| 2014–15                   | «Аделаїда Юнайтед»        | А                         | 24+2      | 1         | КА                 | 4                  | 0                  | -                    | -                    | -                    | -             | -             | -             | 18     | 0      |
| 2015–16                   | «Аделаїда Юнайтед»        | А                         | 27+2      | 1+1       | КА                 | 2                  | 1                  | АФК                  | 1                    | 0                    | -             | -             | -             | 32     | 3      |
| 2016–17                   | «Аделаїда Юнайтед»        | А                         | 27        | 4         | КА                 | 1                  | 0                  | АФК                  | 5                    | 1                    | -             | -             | -             | 33     | 5      |
| Усього «Аделаїда Юнайтед» | Усього «Аделаїда Юнайтед» | Усього «Аделаїда Юнайтед» | 78+4      | 6+1       |                    | 7                  | 1                  |                      | 6                    | 1                    |               | -             | -             | 95     | 9      |
| Усього за кар'єру         | Усього за кар'єру         | Усього за кар'єру         | 175+4     | 7+1       |                    | 17                 | 1                  |                      | 6                    | 1                    |               | -             | -             | 202    | 10     |

## Особисте життя
Макгован — шотландського походження, його родина переїхала до Австралії з Глазго.